# John James Onslow
John James Onslow (1796-Blofield, Inglaterra; 24 de agosto de 1856) fue un marino inglés de la primera mitad del siglo xix que desempeñó la mayor parte de su carrera en aguas del Atlántico Sur. Fue el encargado de la Ocupación británica de las islas Malvinas en 1833.

## Biografía
John James Onslow nació en Inglaterra en 1796, hijo del almirante Sir Richard Onslow (1741-1817), primer barón Onslow  batalla de Camperdown (1797), y de Anne Michell.
El 19 de abril de 1810 ingresó en la Marina Real británica. El 5 de septiembre de 1816 fue promovido a teniente y el 23 de abril de 1822 a comandante. El 22 de julio de 1824 fue destinado a Beaver (Jamaica) donde permaneció hasta 1826.

### Malvinas

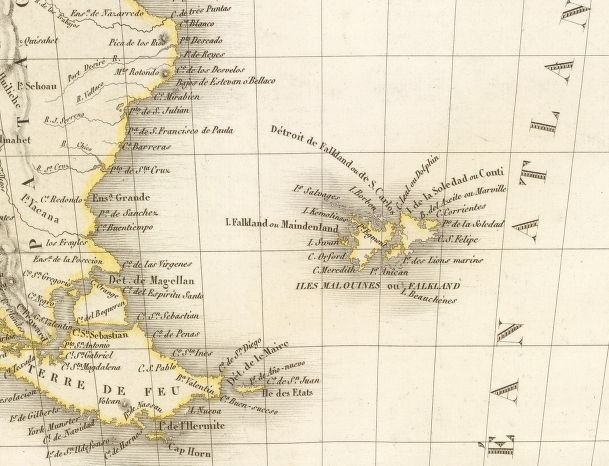
Islas Malvinas (mapa francés de 1833).

El 30 de abril de 1830 fue puesto al frente de la corbeta de 18 cañones HMS Clio, asignada a la estación naval de Sudamérica, con base en Río de Janeiro.
A fines de 1832 fue enviado por el comandante de la estación naval de Sudamérica almirante sir Thomas Baker a tomar las islas Malvinas.
El 2 de enero de 1833 se presentó en las islas. El comandante argentino José María Pinedo, al mando de la goleta de 9 cañones Sarandí envió a dos de sus oficiales a la Clio para conocer sus intenciones. Onslow acompañó personalmente a los oficiales argentinos a su buque, donde transmitió a Pinedo sus instrucciones, esto es, tomar el control de las islas, dándole veinticuatro horas para arriar la bandera argentina y proceder a la evacuación. Pinedo protestó a lo que Onslow simplemente respondió que le enviaría sus instrucciones por escrito, lo que hizo en estos términos:

Debo informaros que he recibido órdenes de S.E. el comandante en jefe de las fuerzas navales de S.M.B., estacionadas en América del Sur, para hacer efectivo el derecho de soberanía de S.M.B. sobre las Islas Malvinas.

Siendo mi intención izar mañana el pabellón de la Gran Bretaña en el territorio, os pido tengáis a bien arriar el vuestro y retirar vuestras fuerzas con todos los objetos pertenecientes a vuestro gobierno.

Soy, Señor, vuestro humilde y muy obediente servidor.

J. Onslow.

A.S.E. el comandante de las Fuerzas de Buenos Aires en Puerto Louis [Soledad], Berkeley Sound

El jefe de la Sarandí consideró que toda resistencia sería vana[cita requerida] y se limitó a dejar al colono Jean Simon como comandante provisional. El pabellón argentino fue arriado por un oficial británico que lo hizo llegar a la Sarandí, donde Pinedo había ya embarcado todas sus fuerzas.
Dos días después la Sarandí abandonó las islas, llevándose a los soldados argentinos, los convictos de la colonia penal de San Carlos y a los pobladores argentinos. Arribó a Buenos Aires el 15 de enero de 1834, donde Pinedo fue sumariado por no resistirse de manera apropiada a la usurpación.
El 17 de junio de 1833 Onslow dejó el mando del HMS Clio, y el 27 de agosto de 1834 fue ascendido a capitán.

### HMS Daphne
Desde el 23 de julio de 1842 estuvo al frente del HMS Daphne, de 18 cañones. Tras formar parte del escuadrón de escolta en la visita de la reina Victoria a Escocia en ese año, la Daphne fue asignada a la estación Brasil. 
A su regreso fue sometido a corte marcial y recibió una reprimenda oficial por haber encallado al entrar a Portsmouth el 31 de diciembre de 1846 y el 26 de enero de 1847 dejó el mando de su nave.
Se retiró del servicio el 1 de julio de 1851. Murió el 24 de agosto de 1856 en Blofield, cerca de Norwich, a los 60 años de edad.